# Iina Soiri
Iina Kaarina Soiri, född 29 augusti 1964, är en finländsk samhällsvetare.
Iina Soiri har en magisterexamen i samhällsvetenskapliga ämnen från Helsingfors universitet. Hon har arbetat med biståndsfrågor bland annat på det finländska utrikesministeriet i Helsingfors och i Tanzania. Hon var forskare på Nordiska Afrikainstitutet i Uppsala 1995–96 och direktör för samma institut från mars 2013 till juni 2019.
Hennes son Pyry är en professionell fotbollsspelare.